# 参事
参事（さんじ）は、現代の日本では、国会や独立行政法人・地方公共団体などの公的機関、協同組合などの法人に置かれる職員の職名の一種である。

## 解説
語義は「物事に参画する」という意味であって、機関や法人を代表し意思を決定する者（理事者）の下にあって機関や法人の事務に参画する者のことをいい、明治初期には、議政官の構成員や府・県の次官、或いは知事として参事の職が置かれたことがある。
現在も省庁において主に分掌官として置かれている参事官は、参事と同じ系統の職名である。
公的機関では理事の下に置かれる職員のランクを示す職層名として用いられる場合と、部長・課長などのラインの役職を補佐するために置かれるスタッフの役職として用いられる場合が見られる。
また、協同組合や労働金庫などでは、参事とは理事会の決議によって選任される使用人で、会社法に基づく支配人の権限を準用される役職である。

## 国会の参事
国会事務局の各機関（各議院事務局、各議院法制局、国立国会図書館、裁判官訴追委員会および裁判官弾劾裁判所）では、各機関の長の命を受けて事務を掌理する職員を参事という。
国会においては、理事者は衆議院・参議院の各議院を構成する国会議員であるので、これを補佐して事務を行う国会職員を参事と称したものである。なお、国会の参事が国家公務員であるのに参事官と言わず単に参事と称するのは、国会が国家権力を行使する「官」の側の機関ではなく、国民の代表である議員によって構成される「民」の側の機関であるとされるためである。
国会の参事は、他の国家機関における参事官や、地方公共団体等における参事が一般に課長級以上の役職者を指すのに対して、課長補佐、係長、係員などまで含めて常勤の事務職員のほぼ全てに対して用いられる職名であって、他の国家機関における「官名」（事務官、技官の類）に近い性質をもつ。
これは歴史的経緯によるもので、もともと1947年に日本国憲法に基づく国会が発足し、従来の官吏とは別個の身分として国会職員が設置された際には、国会職員の職名は後述する東京都の例のように、職層によって参事、副参事、主事に分かれていた。このうちの参事は、官吏における勅任官に対応する幹部職員のみに与えられた職名であったが、のちに行政の国家公務員の制度が変遷した影響を受けて国会職員の職層は統合・廃止され、最上級の職層名であった参事のみが残ったものである。

## 地方公共団体等の参事
非公務員型の独立行政法人や、地方公共団体においては、参事は国の機関における参事官と同じように、ラインに対してスタッフの役職名として用いられることが多い。参事は、おおむね部長級あるいは課長級の役職であり、局、部などの組織に置かれて局や部の所掌事務のうち特定の事務を分掌する。これらが参事官と称さないのは、非公務員の独立行政法人職員は、国家権力を行使する「官」とみなされず、また地方公共団体の職員は戦前から吏員といって官吏には含まれなかったことが理由である。
特殊法人や企業に参事あるいは参事役という役職が置かれる場合も、地方公共団体等のように一定の職層にあるスタッフの役職名である例がしばしば見られる。
一方、東京都や特別区の一部のように、職員の職層名として参事が使われる地方公共団体も存在する。東京都の場合、理事（局長級）、参事（部長級）、副参事（課長級）、主事（課長代理以下）の4階層の職層がある。しかし東京都の場合においても、ラインである部長の職に補されない参事が局付のスタッフとして置かれており、「何某局参事（何某担当）」として局の特定事務を分掌しているので、実態としては他の地方公共団体とあまり変わらない。
ただし部長級のスタッフ職としてはライン部長相当の担当部長も存在し、参事の待遇はライン部長・担当部長より低くなっている。また、本来参事級のポスト（「○○局参事（××担当）」「△△事務所長」）が一時的に困難な業務を掌理する場合、ライン部長級が充てられ「○○局××担当部長」「○○局局務担当部長（△△事務所長）」と称されるケースがしばしば見られる。